# ثعله‌باقلائیان
ثعله‌باقلائیان (نام علمی: Nelumbonaceae) نام یک تیره از راسته چنارسانان است.